# Calling (Lose My Mind)
«Calling (Lose My Mind)» es una canción realizada por los DJs y productores suecos Sebastian Ingrosso y Alesso. La pista instrumental titulada simplemente “Calling”, fue lanzada el 31 de agosto de 2011. Su versión vocal “Calling (Lose My Mind)” fue lanzada el 12 de marzo de 2012, y cuenta con las voces del cantante y productor estadounidense Ryan Tedder, integrante de la banda de rock alternativo OneRepublic. La canción fue incluida en el segundo álbum compilatorio de Swedish House Mafia, Until Now lanzado en octubre de 2012.
Fue estrenado el 17 de febrero de 2012 por la agrupación Swedish House Mafia, la cual integra Ingrosso, en el programa radial “Essential Selection” que conduce Pete Tong para BBC Radio 1, en un espacio otorgado por Tong a los suecos denominado “Swedish House Mafia Takeover”. Ambos lanzamientos fueron editados por el sello de Sebastian Ingrosso, Refune Records. El 20 de diciembre de 2012 fue anunciado que la canción había ganado el título de los mejores lanzamientos del año difunido por Zane Lowe (Zane Lowe's hottest record) en una votación elegida por la audiencia .

## Video musical
Al inicio del video, aparecen los productores Ingrosso y Alesso en el estudio de producción. Luego, muestra escenas grabadas en Estados Unidos en el marco del festival Coachella, donde también aparece el intérprete de la canción Ryan Tedder, y hace una rauda aparición el canadiense Deadmau5.

## Listado de canciones
| Descarga digital |                                              |          |  |
| N.º              | Título                                       | Duración |  |
| 1.               | «Calling (Lose My Mind)» (Radio Edit)        | 3:25     |  |
| 2.               | «Calling (Lose My Mind)» (Extended Club Mix) | 6:15     |  |
| 3.               | «Calling» (Original Instrumental Radio Edit) | 3:25     |  |
| 4.               | «Calling» (Original Instrumental Mix)        | 5:46     |  |

## Posicionamiento en listas y certificaciones
| Lista (2012)                          | Mejor posición |
| ------------------------------------- | -------------- |
| Australia (Australian Club Chart)     | 9              |
| Bélgica (Ultratip flamenca)           | 52             |
| Bélgica (Ultratip valona)             | 32             |
| Escocia (The Official Charts Company) | 13             |
| Estados Unidos (Hot Dance Club Songs) | 1              |
| Francia (SNEP)                        | 136            |
| Irlanda (IRMA)                        | 47             |
| Países Bajos (Dutch Top 40)           | 38             |
| Reino Unido (UK Singles Chart)        | 19             |
| Reino Unido (UK Dance Chart)          | 4              |
| República Checa (Rádio Top 100)       | 49             |
| Suecia (Sverigetopplistan)            | 18             |
| Suiza (Schweizer Hitparade)           | 71             |

| País           | Lista (2012)         | Posición |
| -------------- | -------------------- | -------- |
| Estados Unidos | Hot Dance Club Songs | 31       |
| Suecia         | Sverigetopplistan    | 39       |

### Certificaciones
| País   | Organismo certificador | Certificación | Simbolización | Ventas  | Ref.   |
| ------ | ---------------------- | ------------- | ------------- | ------- | ------ |
| Italia | FIMI                   | Oro           | ●             | 15 000  | [ 20 ] |
| Suecia | GLF                    | 3× Platino    | 3▲            | 120 000 | [ 21 ] |

### Sucesión en listas
| Anterior: «What Makes You Beautiful» de One Direction | Dance/Club Play Songs — Sencillo N.º 1 23 de junio de 2012 — 30 de junio de 2012 | Siguiente: «I Heart You» de Toni Braxton |